# منتخب هولندا للكريكت
منتخب هولندا للكريكت (بالهولندية: Nederlands cricketelftal)‏ هو ممثل هولندا الرسمي في المنافسات الدولية في الكريكت .